# Жандосовский сельский округ
Жандосовский сельский округ Алматинской области состоит из 3-х сел: с. Жандосово, с. Шалкар, с. Кайрат. Население округа составляет по состоянию на 1 января 2019 года 11567 человек. Общая территория округа 17074 гектар. Расстояние до районного центра г. Каскелен 7 км, до областного центра 300 км.
В сфере образования действуют две государственные средние школы (СШ им. О. Жандосов, СШ Шалкар) дошкольное образования представлена 3 частными детскими садами 1 государственным мини центром.
В сфере здравоохранения действуют 2 сельские поликлиники.
В сельском хозяйстве действует 130 хозяйств площадь территории 12760 гектар. Основное вид деятельности растениеводство и животноводство.
Предпринимательство В малом сдернем бизнесе 650 зарегистрированных субъектов из которых активные 450 единиц.